# Cymbaloporidae
Cymbaloporidae es una familia de foraminíferos bentónicos de la superfamilia Planorbulinoidea, del suborden Rotaliina y del orden Rotaliida. Su rango cronoestratigráfico abarca desde el Cenomaniense (Cretácico superior) hasta la Actualidad.

## Clasificación
Cymbaloporidae incluye a las siguientes subfamilias y géneros:
- Subfamilia Cymbaloporinae
  - Archaecyclus †
  - Cymbalopora †
  - Cymbaloporella
  - Cymbaloporetta
  - Millettiana
  - Pyropilus
- Subfamilia Fabianiinae
  - Eofabiania †
  - Fabiania †
  - Gunteria †
- Subfamilia Halkyardiinae
  - Halkyardia †

Otros géneros considerados en Cymbaloporidae son:
- Eodictyoconus † de la subfamilia Fabianiinae, aceptado como Fabiania
- Pseudotretomphalus de la subfamilia Cymbaloporinae, aceptado como Cymbaloporetta
- Tschoppina † de la subfamilia Fabianiinae, aceptado como Fabiania